# Tetjana Tratschuk
Tetjana Tratschuk (ukrainisch Тетяна Трачук, engl. Transkription Tetyana Trachuk; geboren 26. Januar 1990) ist eine ukrainische Biathletin.
Tetjana Tratschuk startet seit 2009 international. Zunächst nahm sie an den Wettbewerben der Junioren der Sommerbiathlon-Weltmeisterschaften 2009 in Oberhof teil, wo sie bei den Wettbewerben im Crosslauf Fünfte in Sprint und Verfolgung wurde, danach an den Wettkämpfen auf Skirollern, bei denen sie 12. im Sprint, 17. der Verfolgung und mit der ukrainischen Mixed-Staffel Vierte wurde. Im folgenden Winter startete Tratschuk bei den Biathlon-Juniorenweltmeisterschaften 2010 in Torsby und wurde dort 27. des Einzels und des Sprints, 22. der Verfolgung und Staffel-13. Auch bei den Sommerbiathlon-Europameisterschaften 2010 in Osrblie trat sie zunächst bei den Wettbewerben der Junioren an. Im Sprint gewann sie den Titel, in der Verfolgung wurde sie hinter Monika Hojnisz Zweite. Zum abschließenden Rennen wurde sie aufgrund der Starken Leistungen in die Mixed-Staffel berufen. Mit Switlana Krikontschuk, Nasarij Buryk und Andrij Bohaj gewann Tratschuk mit der Staffel der Ukraine die Silbermedaille hinter der überragenden Mannschaft Russlands.